# Colville (tribu)
Pour les articles homonymes, voir Colville.

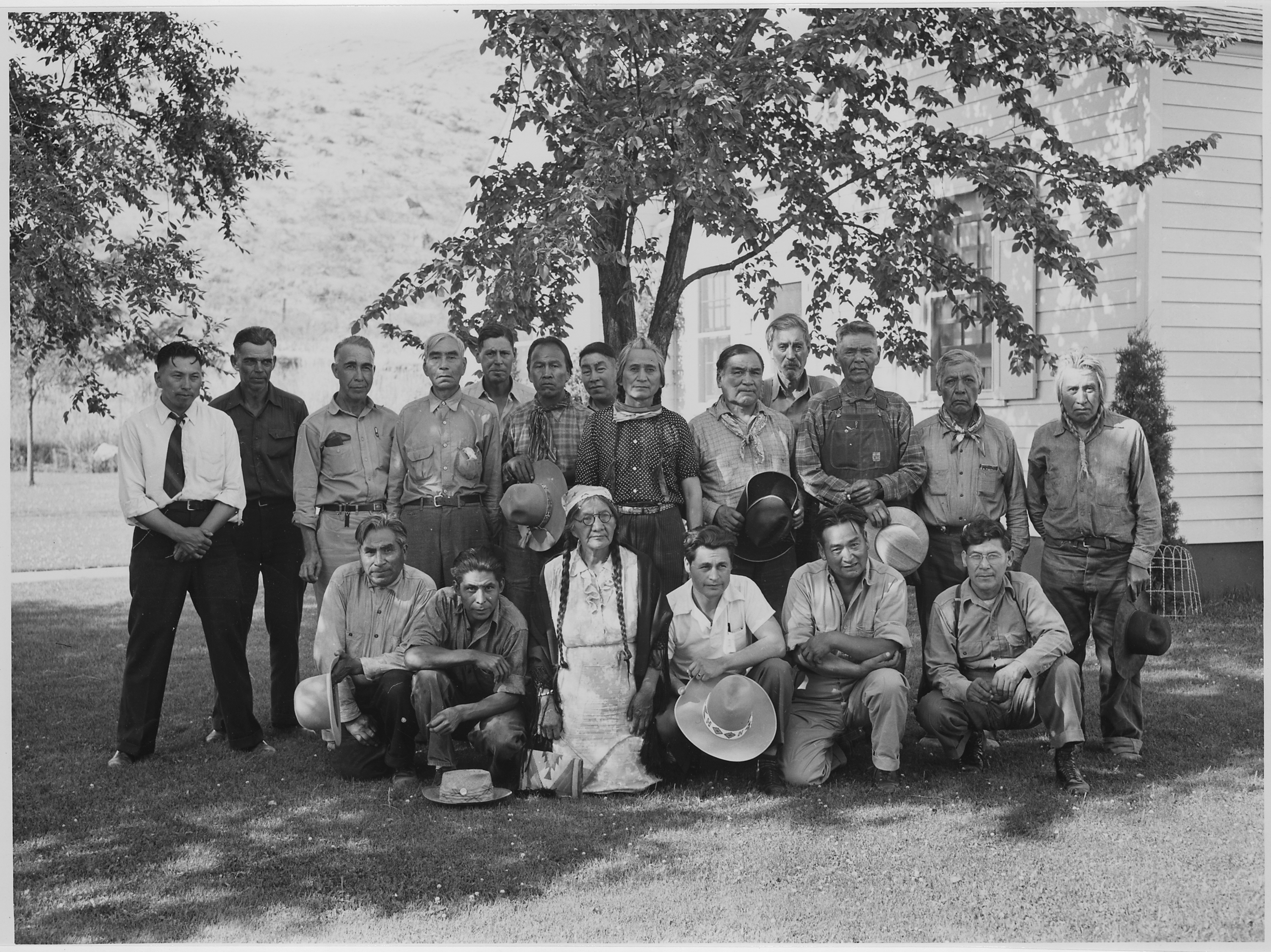
Colville

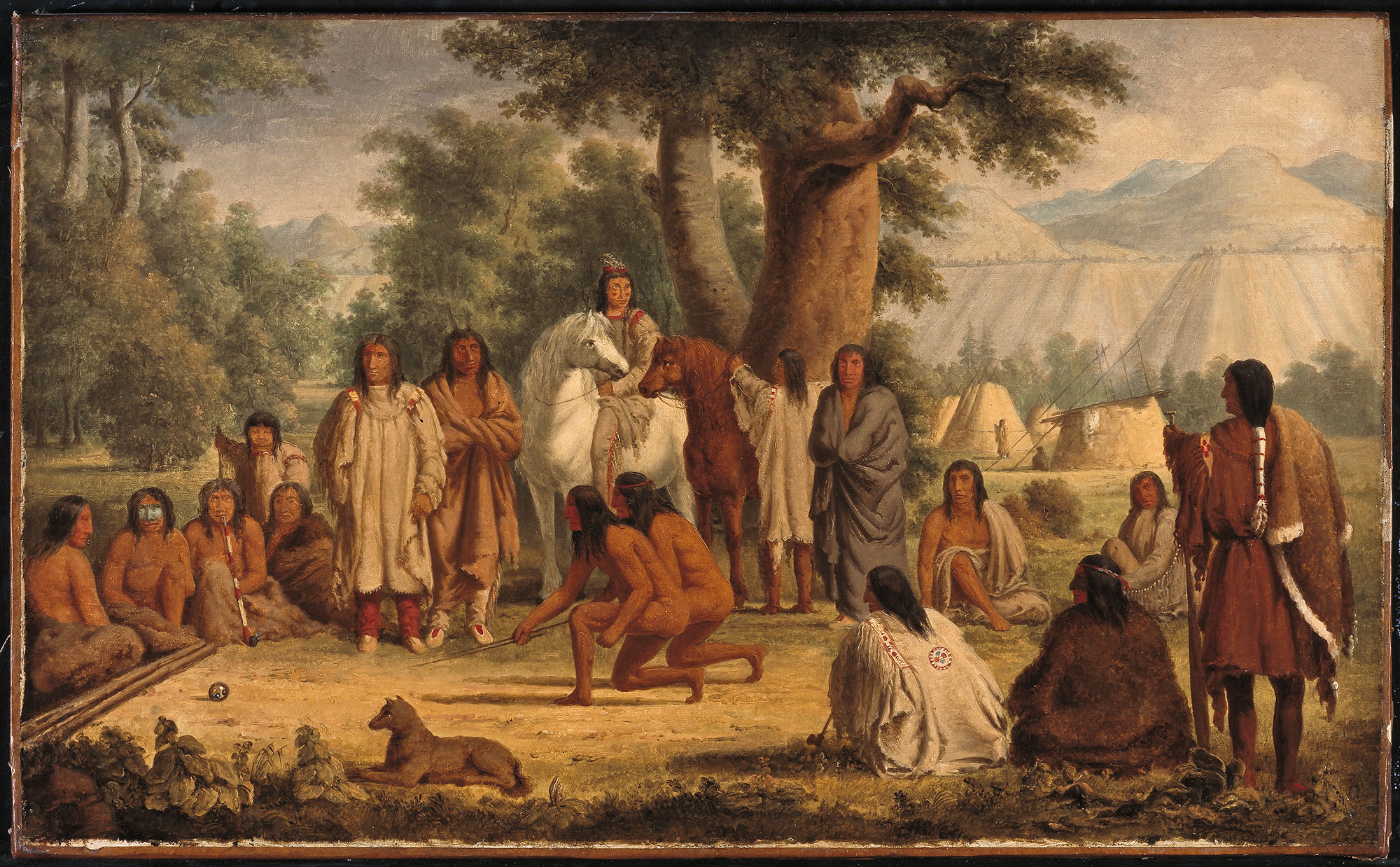
Chualpays jouant à l'alcoloh, Paul Kane.

Les Colville sont une tribu amérindienne de l’État de Washington, aux États-Unis.
À l'origine basée près de la Colville River, entre les chutes de Kettle et Hunters, leur nom originel n'est pas connu. Ils ont donc par association le nom du Fort Colville, nommé d'après Andrew Colville de la Compagnie de la Baie d'Hudson. Ils étaient également désignés sous le nom de Scheulpis ou Chualpays.
Les Colville font partie des tribus confédérées de la réserve indienne de Colville et de la réserve indienne de Colville.

## Langue
La langue de Colville ou N̓x̌ʷʔiłpcən est l'un des six dialectes de Colville-Okanagan historiquement parlés par les peuples Syilx, avec l'Okanagan du Nord et l'Okanagan du Sud (Sinkaietk), le Methow , le Sanpoil (Nesilextcl'n), le Nespelem, le Colville et le Sinixt. Syilx est l'autonyme historique des peuples de l'Okanagan, aujourd'hui utilisé dans les revendications territoriales et culturelles des peuples de langue Colville-Okanagan.
Le Colville-Okanagan est l'une des quatre langues salish de l'intérieur, avec le Wenatchee-Columbian, le Spokane-Kalispel-Bitterroot et le Cœur d'Alene,

## Personnalités
- Jim Boyd, musicien
- Joe Feddersen, artiste

## L'Homme de Kennewick
En 1996, un squelette pratiquement complet datant d'environ 8 500 ans a été découvert près de Kennewick. À l'époque certains anthropologues l'ont estimé de type européen sur des critères morphologiques, bien que dès 1913 Franz Boas eût émis des réserves sur la fiabilité de telles conclusions.
Un conflit s'est ensuivi entre peuples amérindiens et chercheurs, les premiers revendiquant cette dépouille comme leur appartenant et les seconds rejetant cette revendication.
Une analyse d'ADN a mis fin à cette polémique en montrant que l'ADN du squelette était plus proche de celui des populations amérindiennes que de n'importe quel autre. Il était notamment très proche de celui des Colville, qui en sont donc des descendants ou des cousins. À la suite de cette découverte, le Congrès des États-Unis a voté une loi permettant de restituer le squelette aux Colville afin qu'il soit inhumé selon leur tradition.